# تپه میان تنگ
تپه میان تنگ مربوط به عصر مس و سنگ - مفرغ است و در شهرستان دالاهو، بخش مرکز ی، دهستان حومه، ۶۵۰ متری جنوب غرب روستای میان تنگ واقع شده و این اثر در تاریخ ۲۷ اسفند ۱۳۸۶ با شمارهٔ ثبت ۲۲۴۵۴ به‌عنوان یکی از آثار ملی ایران به ثبت رسیده است.